# Ulrike Schanko
Ulrike Schanko (* 21. Dezember 1955 in Bochum) ist eine deutsche Theaterleiterin, Dramaturgin, Übersetzerin und Autorin.

## Biografie

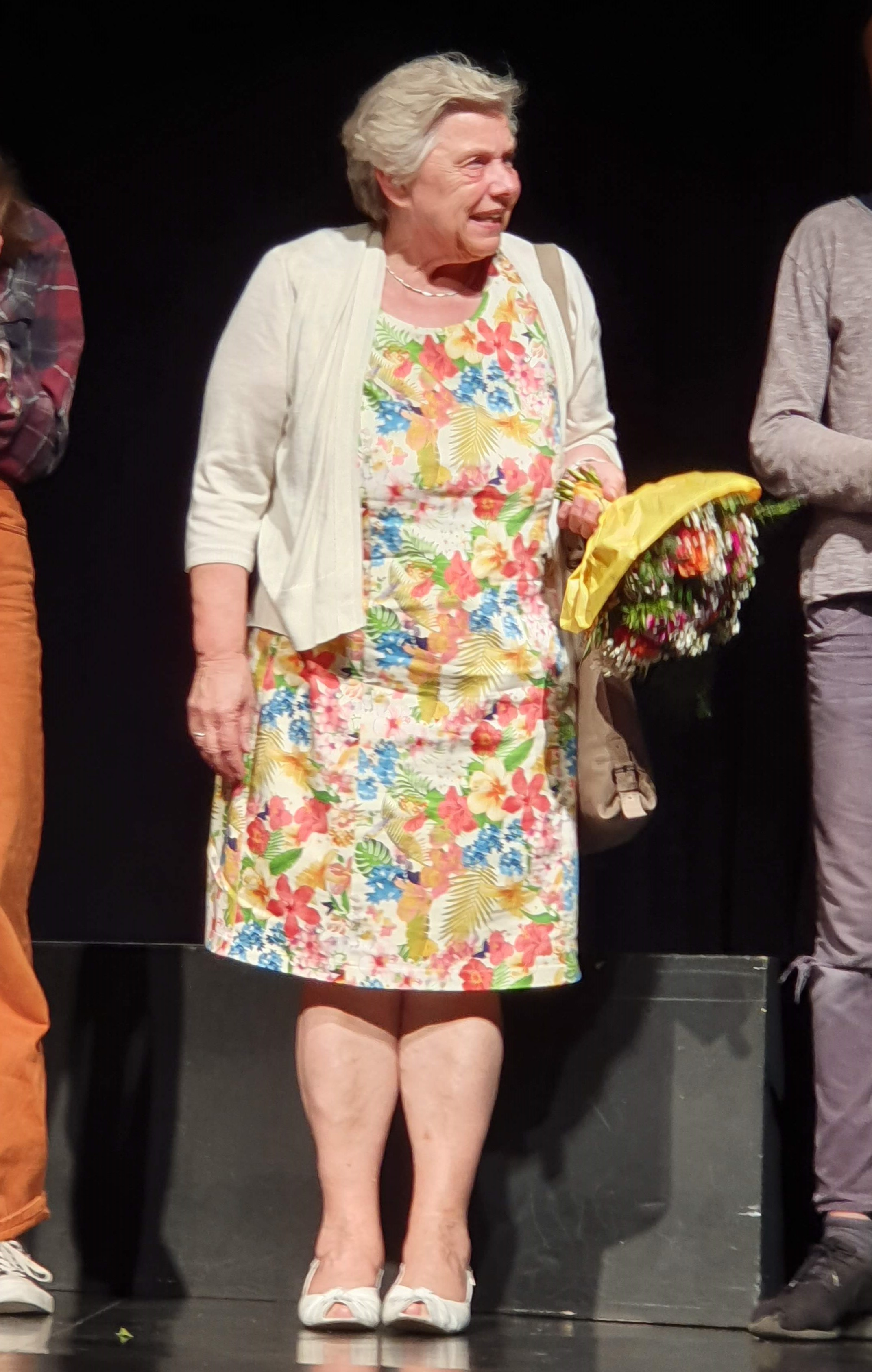
Ulrike Schanko 2019 bei der Theateraufführung "Torgau – Wer sich umdreht oder lacht" der Klosterschule Hamburg.

Ulrike Schanko engagierte sich zunächst in der Jugendarbeit und legte das Abitur 1974 an der Theodor-Körner-Schule ab. Danach studierte sie an der Ruhr-Universität von 1974 bis 1981 Romanistik, Anglistik sowie Publizistik und Kommunikationswissenschaft und absolvierte ihr Studium mit der Prüfung zum Magister Artium. Das Thema ihrer Magisterarbeit lautete „Zyklische Strukturen in ausgewählten Romanen der Rougon-Macquart-Reihe von Emile Zola“.
Ihre Theaterlaufbahn begann sie 1982 mit einer Dramaturgiehospitanz und einer Regieassistenz am Rheinischen Landestheater Neuss, ehe sie 1983 ein erstes Engagement als Dramaturgieassistentin und ab 1985 dann als Schauspieldramaturgin an die Städtischen Bühnen Münster zu Generalintendant Karl Wesseler führte. Hier war sie alsbald für alle Kunstgattungen tätig, organisierte zudem den alljährlichen landesweiten Jugendtheaterwettbewerb „Macht mal Theater“ und wirkte in der Organisation des 5. NRW-Theatertreffens 1986 mit.
1989 wechselte Schanko als Dramaturgin für alle Spielgattungen und als Leiterin des Kinder- und Jugendtheaters an die Städtischen Bühnen Nürnberg, wo sie zunächst unter der Generalintendanz von Burkhard Mauer und nachfolgend unter Generalintendant Lew Bogdan arbeitete. Dort wurde sie wiederum in die Organisation der 9. Bayerischen Theatertage 1991 eingebunden.
1992 wurde Schanko unter der Intendanz von Burkhard Mauer Dramaturgin und Leiterin des Kinder- und Jugendtheaters, ein Jahr später Chefdramaturgin am Rheinischen Landestheater in Neuss. Als Pit Stiefel stand sie im Dezember 2000 mit dem Ensemble des Rheinischen Landestheaters bei der Eröffnung des neuen Schauspielhauses im Hertie-Haus in Neuss in Shakespeares "Viel Lärm um Nichts" zum  wiederholten Male auch auf der Bühne. 
Von 2004 bis 2009 Intendantin des RLT, begründete Schanko hier 2005 in Zusammenarbeit mit der Zentralen Bühnenvermittlung der Bundesanstalt für Arbeit das allgemeine Vorsprechen der deutschen Schauspielschulen in Nordrhein-Westfalen. Zuvor war sie erneut maßgeblich in Planung und Durchführung sowohl des 21. NRW-Theatertreffens 2002 als auch des 19. Kinder- und Jugendtheatertreffens NRW 2003 tätig, in deren Auswahljurys sie jeweils mitarbeitete. In ihren Neusser Jahren gehörte Schanko auch den Jurys des Zonser Hörspielpreises, der für Mundarthörspiele vergeben wird, und des Krimi-Preises der Neuss-Grevenbroicher Zeitung und des Emons Verlags Köln an.
Ab 2009 arbeitete Schanko freiberuflich, u. a. bis 2014 als dramaturgische Mitarbeiterin für die Schlossfestspiele Neersen der Stadt Willich unter der Intendanz von Astrid Jacob.
Schanko ist auch als Dramatikerin hervorgetreten. Ihre Stücke, auch Übersetzungen, Dramatisierungen und Bearbeitungen, erschienen in den Münchner Theaterverlagen Kurt Desch, Drei Masken und MTT und kamen u. a. an Theatern in Ansbach, Berlin, Bochum (Schauspielhaus), Coburg, Halberstadt, Karlsruhe (Staatstheater), Neersen (Schlossfestspiele) und Paderborn sowie in Neuss auf die Bühne.
Im Mai 2011 veröffentlichte sie „Wer sich umdreht oder lacht …“, ein Stück über die repressive Heimerziehung in der DDR, das in der Gedenkstätte Geschlossener Jugendwerkhof Torgau uraufgeführt und im bundesweiten Wettbewerb „Aktiv für Demokratie und Toleranz 2011“ ausgezeichnet wurde.
Ab dem 1. September 2011 war Schanko mit einem zwischenzeitlich bis zum 31. August 2021 verlängerten Dienstvertrag die Direktorin des Theaters der Stadt Itzehoe. Im Sommer 2013 gehörte sie der Intendantenfindungskommission des Landestheaters Burghofbühne im Kreis Wesel an und war zudem für 2014 und 2016 Mitglied der Jury des Kathrin-Türks-Preises, der alle zwei Jahre an Autorinnen von deutschsprachigen Jugendtheaterstücken vergeben wird.

## Weblink
- Website von Ulrike Schanko